# Upper Gascoyne Shire
Koordinaten: 25° 3′ S, 115° 12′ O

Das Shire of Upper Gascoyne ist ein lokales Verwaltungsgebiet (LGA) im australischen Bundesstaat Western Australia. Das Gebiet ist 57.939 km² groß und hat etwa 250 Einwohner (2016).
Upper Gascoyne liegt im Nordwesten des Staats am Gascoyne River etwa 760 Kilometer nördlich der Hauptstadt Perth. Der Sitz des Shire Councils befindet sich in der Ortschaft Gascoyne Junction, wo keine 100 Einwohner leben (2016).

## Verwaltung
Der Upper Gascoyne Council hat sieben Mitglieder. Sie werden von allen Bewohnern der LGA gewählt. Upper Gascoyne ist nicht in Bezirke unterteilt. Aus dem Kreis der Councillor rekrutiert sich auch der Ratsvorsitzende und Shire President.